# Harrijärvi (Jukkasjärvi socken, Lappland, 756107-171292)
Harrijärvi är en sjö i Kiruna kommun i Lappland och ingår i Torneälvens huvudavrinningsområde. Sjön har en area på 0,304 kvadratkilometer och ligger 428,9 meter över havet. Harrijärvi ligger i Torneträsk-Soppero fjällurskog Natura 2000-område.

## Delavrinningsområde
Harrijärvi ingår i det delavrinningsområde (756061-171215) som SMHI kallar för Utloppet av Tahkojärvi. Medelhöjden är 485 meter över havet och ytan är 50,85 kvadratkilometer. Räknas de 35 avrinningsområdena uppströms in blir den ackumulerade arean 655,13 kvadratkilometer. Vittangiälven som avvattnar avrinningsområdet har biflödesordning 2, vilket innebär att vattnet flödar genom totalt 2 vattendrag innan det når havet efter 382 kilometer. Avrinningsområdet består mestadels av skog (63 procent) och sankmarker (24 procent). Avrinningsområdet har 1,6 kvadratkilometer vattenytor vilket ger det en sjöprocent på 3,1 procent.